# Kirianowce (przystanek kolejowy)
Kirianowce (biał. Кір’янаўцы, ros. Кирьяновцы) – przystanek kolejowy w pobliżu miejscowości Kirianowce, w rejonie lidzkim, w obwodzie grodzieńskim, na Białorusi.
Przed II wojną światową istniały w tym miejscu koszary kolejowe Berdówka.